# Cameraria quadrifasciata
Cameraria quadrifasciata là một loài bướm đêm thuộc họ Gracillariidae. Loài này có ở Malaysia (Selangor).
Sải cánh dài 4.2-5.1 mm.
Ấu trùng ăn Bauhinia species, bao gồm Bauhinia griffithiana. Chúng ăn lá nơi chúng làm tổ.